# Ngô Ngọc Du
Ngô Ngọc Du (?-?), biệt hiệu Đào Khê, là nhà thơ thời Tây Sơn, Việt Nam.

## Tiểu sử
Ngô Ngọc Du, quê ở làng Phượng Cách, huyện Quốc Oai, tỉnh Sơn Tây. Sách vở biên chép về ông không nhiều, chỉ biết từ thuở nhỏ, ông theo ông nội lên sống ở thôn Ưu Nghĩa, gần cửa sông Tô Lịch, kinh thành Thăng Long, rồi mở trường dạy học và làm thuốc.
Ông đã viết nhiều bài thơ ký thác tâm tình, nhiều bài tạp ký ghi lại những điều mắt thấy tai nghe trong thời gian cuối thời Lê mạt đến đầu nhà Tây Sơn; nhưng tất cả đều đã bị thất lạc. Hiện nay chỉ còn một vài bài do bạn bè và học trò của ông nhớ rồi biên chép lại. Trong số đó có bài "Đàm ni thân thế khẩu thuật" (Vãi Đàm kể chuyện thân thế) và "Long thành quang phục kỷ thực" (Ghi lại sự thật việc khôi phục thành Thăng Long) là giá trị hơn cả.

## Giới thiệu thơ
Chứng kiến trận đại thắng quân Mãn Thanh vào xuân Kỷ Dậu (1789) của vua Quang Trung, Ngô Ngọc Du đã làm bài thơ:
| Ghi lại sự thật việc khôi phục thành Thăng Long Dịch nghĩa: Bọn giặc vì cớ gì mà điên cuồng đến đây? Quân của nhà vua phẫn nộ nêu cao uy vũ. Rồi thần tốc xông thẳng tới, Như từ trên trời giáng xuống, không ai kháng cự nổi. Một trận "rồng lửa" làm cho giặc tan tành, Chúng bỏ thành cướp đò tìm cách chạy trốn. Ba quân đội ngũ chỉnh tề tiến lên, Trăm họ mừng rỡ đón tiếp đầy đường. Mây quang mưa tạnh, thấy lại mặt trời, Đầy thành trẻ già mặt tươi như hoa, Họ chen vai thích cách tranh nói với nhau: Cố đô vẫn thuộc núi sông của ta. Và ông đã làm bài thơ này sau khi nghe một bà sư già thuật chuyện: Vãi Đàm kể chuyện thân thế Dịch nghĩa: Sau ngày bão táp, tôi lên kinh kỳ Qua thăm chùa Trấn Quốc, gặp một bà vãi già. Hình dáng võ dàng, đầu tóc đã đốm bạc, Thấy khách, đón chào mừng rỡ như có ước hẹn trước. Sau khi chủ khách phân chỗ ngồi, tôi liền hỏi thăm: "Nhà sư trụ trì ở đây được bao nhiêu năm?" Sư nghe, bỗng đổi nét mặt ngồi im lặng, Dường như trong tâm có điều u uất không nói ra được, Trầm ngâm một lát sau, sư mới ngỏ lời: "Khách có lòng tốt, đã ân cần hỏi tới, Tôi xin cảm tạ và thưa qua mấy điều tâm sự. Thương ôi! Nửa kiếp người suy tàn, trời đất cùng tối tăm! | Quê tôi ở làng Phượng Cách, tỉnh Sơn Tây, Hồi trẻ đã thạo nghề đàn hát trong gia đình. Tuổi mới cặp kê, nhân duyên chưa định chốn, Danh sách tiến cung đâu đã liệt tên, phải giục giã lên đường. Bảy năm trời giam cấm, như chim nhốt lồng, Sau được điều tới hầu cận trong hành cung. Lược khăn phục dịch, thường yên phận tỳ thiếp, Đâu dám mong được ân huệ trên cửu trùng. Một buổi kia, Đức vương gọi lại trước chỗ ngồi, Hỏi han, cười nói, có ý trìu mến triền miên. Không ngờ Tuyên phi từ phía xa trông thấy, Chạy sấn ngay lại, mặt hằm hằm tựa một hung thần. Không chút thương ngọc tiếc hương gì cả, Giập đầu đánh mấy chập, mà cơn giận chưa hả. Còn trói bắt quỳ mãi ở trước sân, Cả làn tóc mây cũng bị gọt hết trơn, Sau đem giam vào buồng tối, không thấy ánh sáng trời. Sống mòn mỏi chẳng biết là bao ngày, tháng, năm nữa Bỗng một buổi, cửa mở tung, ánh sáng lóe vào, Mọi người ùa tới, tranh nhau dắt tay tôi kéo ra. Cả bọn vừa đi vừa nói: Ngày nay đã đổi đời, Chúa Trịnh bị diệt vong, Lê cũng suy tàn rồi. Cái kiếp đoạn trường oan trái nầy đã tiêu hết, Xa cách quê hương lâu ngày, cũng muốn về thăm. Vừa sợ vừa mừng, cuộc đời may được tái sinh, Lạy trước tòa Phật, xin giãi tỏ tâm tình. Từ nay chiếc thân này, nguyện nương nhờ bóng Phật, Không muốn dính dáng với cõi trần danh lợi nữa". |